# Фёрланн, Ториль
Ториль Марит Фёрланн (норв. Toril Marit Førland; род. 26 апреля 1954, Осло) — норвежская горнолыжница, выступавшая в слаломе, гигантском слаломе и скоростном спуске. Представляла сборную Норвегии по горнолыжному спорту в первой половине 1970-х годов, бронзовая призёрка чемпионата мира, девятикратная чемпионка норвежского национального первенства, участница зимних Олимпийских игр в Саппоро.

## Биография
Ториль Фёрланн родилась 26 апреля 1954 года в Осло. Проходила подготовку в городе Берум в местном одноимённом лыжном клубе Bærums SK.
В 1970 году в возрасте пятнадцати лет вошла в основной состав норвежской национальной сборной и дебютировала в Кубке мира, в частности заняла седьмое место в слаломе на домашнем этапе в Воссе. Год спустя впервые выиграла норвежское национальное первенство — в слаломе и комбинации.
Первым по-настоящему успешным сезоном для неё оказался сезон 1972 года, когда она одержала победу на чемпионате Норвегии в комбинации, побывала на чемпионате Европы среди юниоров в итальянском Мадонна-ди-Кампильо, откуда привезла награды серебряного и золотого достоинства, выигранные в слаломе и гигантском слаломе соответственно. Благодаря череде удачных выступлений удостоилась права защищать честь страны на зимних Олимпийских играх в Саппоро — в слаломе по сумме двух попыток стала девятой, в гигантском слаломе заняла семнадцатое место, тогда как в скоростном спуске финишировала одиннадцатой. В комбинации оказалась на третьей позиции, пропустив вперёд только австрийку Аннемари Мозер-Прёль и француженку Флоранс Стёрер, хотя данная дисциплина в то время ещё не входила в олимпийскую программу, и полученная бронзовая медаль пошла исключительно в зачёт чемпионата мира.
После Олимпиады Фёрланн ещё в течение некоторого времени оставалась в главной горнолыжной команде Норвегии и продолжала принимать участие в крупнейших международных соревнованиях. Так, в 1974 году она выступила на чемпионате мира в Санкт-Морице, где заняла восьмое место в слаломе и скоростном спуске, а в комбинации стала пятой. В то же время шесть раз попадала в десятку сильнейших на различных этапах Кубка мира, но подняться на подиум ей ни разу не удалось. Наивысшая позиция в общем зачёте всех дисциплин — 24 место. В 1974 году Фёрланн довела число выигранных национальных титулов до девяти и вскоре по окончании этого сезона приняла решение завершить карьеру спортсменки.